# Gametofit
Gametofit je haploidni mnogocelični rastlinski osebek, katerega prva faza je haploidna spora (tros), preko mitotske delitve pa proizvede gamete (spolne celice), ki se spojijo in tvorijo zigoto. Ločimo moški gametofit, na katerem nastajajo moške gamete, in ženski gametofit, ki je osnova za tvorbo ženskih gamet. Gametangij je struktura na gametofitu, v kateri se tvorijo gamete (spolne celice). Za rastline in nekatere druge evkariontske organizme (recimo alge in glive) je značilen življenjski cikel, v katerem se izmenjujeta nespolna generacija, ki je diploidna (tj. sporofit), in spolna generacija, za katero je značilna haploidnost (tj. gametofit). Ta proces imenujemo metageneza oziroma prerod ali menjava generacij. Izraz gametofit izvira iz termina gameta (spolna celica) in grške besede phyton (rastlina).

## Osnovne značilnosti
Gametofit predstavlja haploidno fazo v življenju rastlin, ki se razvije iz haploidne spore, nastale z mejotsko delitvijo v sporangiju sporofita. Na gametofitski rastlini se tvorijo posebni razmnoževalni organi, ki se imenujejo gametangiji. Ti so mesto nastanka gamet (spolnih celic), pri čemer je od samega gametangija odvisno, kateri tip gamet se bo v njem tvoril. Na moškem gametofitu najdemo moške gametangije, ki se imenujejo tudi anteridiji, v njih pa nastajajo moške gamete (spermalne celice). Nasprotno je ženski gametofit mesto tvorbe ženskih gametangijev, ki jim rečemo tudi arhegoniji ali oogoniji, v katerih nastajajo ženske gamete (jajčna celica). Z izrazom oogonij pogosto mislimo na ženski gametangij alg in gliv, uporaba pa ni dosledna in se termin velikokrat enači z arhegonijem. Spermalne celice nekaterih rastlin (predvsem nižjih) so običkane in precej manjše od ženskih jajčnih celic, ki so velike ter nepremične. Pogosto sama oploditev poteče kar na starševskem osebku, ki nosi ženske spolne celice.
Gametofitom, ki so zgolj enega spola, pravimo dvodomni (diecični). Pojavljajo pa se tudi gametofiti, ki imajo tako anteridije kot tudi arhegonije (oogonije) in so torej dvospolni ter enodomni (monoecični). Tako moške kot tudi ženske gamete nastajajo z mitotskimi delitvami (ter ohranjajo haploidno stanje) in ne preko mejoze, kot je to značilno za živalske spolne celice. Mejoza se v rastlinskem življenjskem ciklu pojavi pri nastajanju spor.
Veliko raznolikost je mogoče zaslediti tudi v odnosih med gametofitom in sporofitom različnih taksonov. Pri mnogih algah so sporofiti in gametofiti ločeni neodvisni organizmi, ki so si lahko podobni ali ne. Za briofite (mahove, jetrenjake in rogovnjake) je značilen manj razvit sporofit, ki je življenjsko odvisen od gametofita. Četudi je sporofit mahov in rogovnjakov sposoben izvajanja fotosinteze, za nemoteno rast in razvoj potrebuje vodo ter hranila, ki jih zagotavlja gametofit. Drugačno razmerje velja med gametofitom in sporofitom višjih rastlin, kjer so gametofiti manj razviti, četudi so v geološkem obdobju devona nekatere višje rastline imele obe fazi ekvivalentni. Z evolucijskim razvojem rastlin je sporofit postajal pomembnejši in pri vseh višjih rastlinah je prav diploidna, nespolna sporofitska generacija dominantna.

## Življenjski cikel
Haploidne spore, ki z mejozo nastajajo v sporangijih diploidnih sporofitov, na ustreznem rastnem substratu poženejo večcelični gametofit. Pri tem se celice delijo zgolj z mitotskimi delitvami, pri katerih se ploidno stanje ne spreminja. Gametofit je spolna in haploidna generacija, na kateri nastajajo haploidne gamete (spolne celice), nakar se raznospolne gamete spojijo in nastane zigota, ki je diploidna. Iz zigote z mitotskimi delitvami zraste nov sporofit in cikel se ponovi.